# 艾德溫·萊頓
艾德溫·湯马士·萊頓（英語：Edwin Thomas Layton，1903年4月7日—1984年4月12日） ，美国海军少將。萊顿以在二战前和二战期间担任情报官员的工作聞名。

## 早期生活
艾德温·湯瑪士·萊顿于1903年4月7日出生于伊利诺伊州諾伍，是乔治·E.·莱顿（英語：George E. Layton）和玛丽·C.·莱顿（英語：Mary C. Layton）的儿子。萊顿就读于马里兰州安纳波利斯的美国海军学院，并于1924年毕业；在接下来的五年，雷顿在美國太平洋艦隊的西維吉尼亞號戰艦與蔡斯號驅逐艦服役。

## 海军生涯

### 早期事业
1929年，莱顿是少数被选中去日本接受语言培训的海军军官之一。在航行前往日本的途中，莱顿遇到另一位年轻的海军军官約瑟夫·羅切福特，他被分配到同样的任務。
萊頓被分配到美国驻东京大使馆担任海军武官，并在那里待了三年；在日本期间，他多次會見山本五十六大將。在最後四个月，他在北京担任美国公使馆的助理海军武官。日後莱顿的语言能力和日语流利程度將成為他职业生涯的重要资产，尤其是第二次世界大戰在歐洲爆發时。
1930年代，萊頓於1933年和1936年至1937年兩次在美國海軍情報局服役。萊頓也曾担任过海上职务。他曾在賓夕法尼亞號戰艦服役三年，並因傑出的砲術而获得嘉奖。1937年，他回到东京，在美国大使馆担任助理海军武官两年，之後在博斯號驅逐艦 (DD-136)服役一年。
珍珠港袭击的前一年，莱顿成为美国太平洋舰队总司令哈斯本·金梅爾海军上将的作战情报官，其最近將太平洋艦隊基地從从聖地牙哥搬迁到珍珠港。萊頓负责太平洋地区的所有情报工作。
萊頓和羅切福特都成为情报官员，羅切福特专门从事解密工作，莱顿利用情報規劃軍事部署。他們待在珍珠港，並在袭击发生前的几个月裏密切合作，其中包括试图處理华盛顿方面决定由其单独处理的大型国际情勢情報的各方面工作。太平洋戰爭開始後，兩人的合作更為密切，尤其是中途岛海战前一个月，兩人都为那场胜利做出重大贡献。

### 第二次世界大战
萊頓是在战争規劃業務中使用密码破译信息的拥护者，并且得到金梅尔上将和尼米兹上将的有力支持。
萊頓的著作《我也在現場：珍珠港和中途岛大解密》（英語：And I Was There: Pearl Harbor and Midway — Breaking the Secrets）描述金梅尔和陸軍夏威夷指揮官沃爾特·肖特中將如何成为华盛顿高层的代罪羔羊。萊頓特别指责里士满·K·特纳將軍垄断华盛顿的海军情报，這些情報將提醒金梅尔和其參謀注意攻击迫在眉睫，以及珍珠港可能成为攻击目标的事实。
萊頓的论点详细而全面。总而言之，他坚持认为尽管华盛顿正在讀取日本最高级别的外交密電「紫」，但战地指挥官几乎没有获得过这些内容。除了菲律宾的道格拉斯·麦克阿瑟将军，但其没有采取行动，不仅是針對紫色密電，甚至在他知道珍珠港遭到袭击之后也無法反應。這些外交情報不仅包含战争迫在眉睫的資訊，还包括吉川武雄从火奴鲁鲁发送到东京的訊息。他被派去每天观察和报告港口船艦的确切位置，使用显然是为了鱼雷和炸弹瞄準而设计的网格系统。特纳的上級，包括他的上司海军作战部部长哈罗德·雷恩斯福德·史塔克上将，甚至是乔治·马歇尔将军，也都应该受到指责，尽管官方记录中仍然缺少一些细节。
另一位海军语言学家福雷斯特·比亚德是最后一批被派往日本学习语言的人，他于1941年离开日本后立即为約瑟夫·羅切福特的HYPO團隊工作。HYPO位于地下室，被团队成员称为「地牢」。在对国家密码学博物馆基金会的一次演讲中， 比亚德将莱顿描述为五人团队（約瑟夫·羅切福特、乔·芬尼根、阿尔瓦·B·拉斯威尔、韦斯利·A·赖特（Wesley A. Wright）、湯马士·戴尔（Thomas Dyer））中的第六位成员，他提供对于赢得珊瑚海海战與中途岛海战海战至关重要的情報判斷。比亚德对莱顿作出以下描述：
有一個人——一個非常特別的人——他沒有和我們一起在「地牢」中服役，但他值得在五加一人小組中有很高的排名。幸運的是，他在地表工作，呼吸著夏威夷清新的空氣；他是另一個活躍的人物，敏銳、思維敏捷、行動迅速、直覺敏銳、理解速度快，而且相當進取。在之前的任務中，他曾是一名在東京的日語學生，後來成為一名密碼破譯員。12月31日，他原是金梅爾海軍上將的工作人員，其後又繼續擔任尼米茲海軍上將的年輕情報官。他就是海軍學院1924級的艾德溫•Ｔ•萊頓上尉。我和萊頓有許多與地牢工作幾乎無關的共同情報興趣，所以我非常瞭解他，並相當欣賞他對我們成果的巨大貢獻。羅切福特和萊頓是長期的親密朋友。他們從1929年到1932年在東京一起學習日語。在珍珠港，他們完全和諧地合作，組成一個近乎完美的團隊。羅切福特給萊頓非常清晰和可靠的估計和分析，然後機智的萊頓可能會添加評論和建議或更多分析；之後，他會向尼米茲海軍上將強調這些情報。謝天謝地，背負沉重壓力的尼米茲海軍上將很快就學會信任羅切福特／萊頓二人組，他們為他帶來非常有限的、高度機密的訊息。尼米茲的其他工作人員起初很容易將這些情報歸為臆測——甚至是危險的臆測。
尤其是在1942年5月期间，萊頓和羅切福特小组与华盛顿激烈爭執下一次袭击发生的地点及时间。华盛顿認為會於六月中旬發生在莫尔兹比港或阿留申群岛；羅切福特和萊頓則認為會是於六月的第一週發生在中途岛。羅切福特的文章中讲述他們的团队如何在爭執中获胜，而在萊頓的书中有更详细的介绍。萊頓因其貢獻及冒着使他在华盛顿的上司金愤怒的风险而值得高度稱讚。尼米兹則獨得最高的讚美，因為他決定讓金梅爾的情報官繼續留任，並意识到羅切福特的分析比華盛頓方面更為合理，而且他還选择雷蒙德·斯普鲁恩斯少将接替住院的小威廉·海爾賽中将擔任中途島戰役艦隊指揮官。
萊頓在太平洋舰队一直工作到1945年2月，随后在加州的蒂伯龙担任三年美国海军反潛網指揮部（U.S. Naval Net Depot）指挥官。在此期间，1945年9月2日日本正式投降时，作为对莱顿贡献的认可，切斯特·尼米兹海军上将邀请他到东京湾參與。
後來情报事務再次成為莱顿的主要工作，日後更以为期两年的任务形式出任华盛顿特区海军情报学校的第一任總監。

### 韓战
从1950年开始，萊頓在夏威夷的第十四海军軍区司令部担任六个月的情报官。在衝突的早期阶段，他的评估技巧和对事件的敏锐解读至关重要。1951年，他在太平洋舰队司令部担任舰队情报官的旧职位，为期两年。
1953年，随着战争的结束，萊頓被分配到参谋长联席会议，在那里他担任情报助理主任，然后是副主任。他退休前的最后一个职务是位於华盛顿特区海军接收站的海军情报学校總監。

## 平民生活
萊頓于1959年退役。1959年至1963年，他在日本东京担任諾斯洛普公司的远东运营总监；他于1964年从諾斯洛普退休，搬到加利福尼亚州卡梅尔，直到1984年去世。1980年代，许多关于珍珠港和中途岛的文件被解密。1985 年，也就是萊頓去世后的第二年，莱顿的著作《我也在現場：珍珠港和中途岛大解密》（英語：And I Was There: Pearl Harbor and Midway — Breaking the Secrets）出版，与罗杰·皮诺（英語：Roger Pineau）和约翰·科斯特洛（英語：John Costello）合着。书中的致谢提到，莱顿的妻子蜜莉安（英語：Miriam）不仅鼓励莱顿将他的故事付印，而且还让他的合著者在他去世后访问他的研究笔记和论文，从而协助出版这本书。

## 文化描寫
萊頓的事迹启发了 1976 年电影《中途島》中马修·葛斯（英語：Matthew Garth）上校的角色（由卻爾登·希斯頓飾演）。在将拦截到的日軍无线电碼解密後转化为有意义的情报判讀方面，以及在協助羅切福特的情報部門與尼米茲上將之間的溝通方面，葛斯上校所發揮的重要作用，都反映著萊頓在戰役規劃階段的重大贡献。在 2019 年电影《決戰中途島》中，萊頓由演员派翠克·威爾森饰演。  

## 勋章和荣誉
|                                                       |                                         |  |
|                                                       |                                         |  |
| Bronze star · Bronze star · Bronze star · Bronze star |                                         |  |
|                                                       | Bronze star · Bronze star · Bronze star |  |

| 第一排 | 海军杰出服役勋章           | 海军杰出服役勋章           | 海军杰出服役勋章           | 海军杰出服役勋章           | 海軍嘉獎勳章               | 海軍嘉獎勳章               | 海軍嘉獎勳章     | 海軍嘉獎勳章     | 海軍嘉獎勳章     |
| 第二排 | 海军部隊嘉奖               | 海军部隊嘉奖               | 海军部隊嘉奖               | 美国国防服役奖章           | 美国国防服役奖章           | 美国国防服役奖章           | 美国戰役獎章     | 美国戰役獎章     | 美国戰役獎章     |
| 第三排 | 亚太战役奖章與四颗服役星章 | 亚太战役奖章與四颗服役星章 | 亚太战役奖章與四颗服役星章 | 第二次世界大戰勝利獎章     | 第二次世界大戰勝利獎章     | 第二次世界大戰勝利獎章     | 海军佔領服役勋章 | 海军佔領服役勋章 | 海军佔領服役勋章 |
| 第四排 | 國防部服役獎章             | 國防部服役獎章             | 國防部服役獎章             | 韓國服役獎章與三颗服役星章 | 韓國服役獎章與三颗服役星章 | 韓國服役獎章與三颗服役星章 | 联合国韩国奖章   | 联合国韩国奖章   | 联合国韩国奖章   |

罗德岛州纽波特的海军战争学院在1960年代以萊頓的名字命名海军情报主席，以表彰他。維吉尼亞州 Dam Neck 的海军/海军陆战队情报训练中心被命名为萊頓樓。

## 作品
- Edwin T. Layton, Roger Pineau, and John Costello（英语：John Costello (historian)）, And I Was There:  Pearl Harbor and Midway—Breaking the Secrets, New York:  William Morrow.